# Hrvatski arhiv weba
Hrvatski arhiv weba (HAW) Nacionalne i sveučilišne knjižnice u Zagrebu zbirka je sadržaja preuzetih s weba. Njegova je svrha preuzimanje i trajno čuvanje publikacija s interneta kao dijela hrvatske kulturne baštine.

## Povijest
Zakon o knjižnicama (NN 105/1997) iz 1997. godine prvi put propisuje da obuhvat obveznog primjerka uključuje mrežne publikacije. Nacionalna i sveučilišna knjižnica u Zagrebu već 1998. započinje s katalogizacijom mrežnih publikacija koje se tada nisu arhivirale te im se moglo pristupiti jedino na njihovoj izvornoj web adresi. Mnogi mrežni sadržaji vrijedni čuvanja zbog toga su nepovratno izgubljeni. 
Novi Zakon o knjižnicama i knjižničnoj djelatnosti (NN 17/2019) iz 2019. propisuje da obuhvat obveznog primjerka mrežnih publikacija uključuje e-knjige, e-serijske publikacije, mrežne stranice i dr. te dužnosti nakladnika i Nacionalne i sveučilišne knjižnica u Zagrebu.

### Digitalni arhiv mrežnih publikacija (DAMP)
U suradnji sa Sveučilišnim računskim centrom Sveučilišta u Zagrebu, Nacionalna i sveučilišna knjižnica u Zagrebu od 2004. godine počinje izgrađivati Digitalni arhiv mrežnih publikacija (DAMP) i pokreće projekt uspostave sustava za preuzimanje i arhiviranje obveznog primjerka mrežnih publikacija s ciljem trajnog čuvanja i osiguravanja pristupa građi i za buduće generacije. Sustav je izgrađen na konceptu selektivnog pobiranja javno dostupnih sadržaja. Arhivirani primjerci mrežnih stranica pohranjeni su na način da se korisnicima omogući cjelovito iskustvo pregledavanja sadržaja, uz puni doživljaj izgleda i dinamičnih elemenata izvorne stranice.

### Hrvatski arhiv weba (HAW)
Naziv je 2010. godine promijenjen u Hrvatski arhiv weba (HAW), koji točnije opisuje namjenu i svrhu arhiviranja sadržaja s weba i u skladu je s nazivima sličnih arhiva drugih nacionalnih knjižnica.

## Sadržaj i korištenje
Publikacije koje se za arhiviranje odabiru prema zadanim kriterijima Nacionalne i sveučilišne knjižnice u Zagrebu predstavljaju dio hrvatske nacionalne baštine i upotpunjuju nacionalnu zbirku sadržajima vrijednim u znanstvenom i kulturološkom smislu. S naročitom se pažnjom prikupljaju sadržaji koji postoje samo na webu i dokumentiraju aktualni društveni trenutak, društvene trendove, popularna zbivanja, važne sportske, političke, kulturne i druge događaje.
Od 2011. godine Hrvatski arhiv weba jednom godišnje harvestira sve javno dostupne sadržaje na nacionalnoj internetskoj domeni .hr. Također, povremeno se provode tematska harvestiranja  Arhivirana inačica izvorne stranice od 21. studenoga 2020. (Wayback Machine) sadržaja o aktualnim temama ili događajima od nacionalnog značaja.
Arhivirane publikacije dostupne su putem kataloga Nacionalne i sveučilišne knjižnice u Zagrebu i na stranici samog arhiva  Arhivirana inačica izvorne stranice od 5. studenoga 2020. (Wayback Machine). Arhivirani sadržaji mogu se pretraživati putem naslova, URL-a, ključnih riječi i predmetnih područja. Nakladnici i autori mrežnih publikacija mogu obavijestiti Nacionalnu i sveučilišnu knjižnicu u Zagrebu o izlaženju svoje publikacije putem Obrasca za prijavu online publikacije  Arhivirana inačica izvorne stranice od 30. studenoga 2020. (Wayback Machine). 

## Vanjske poveznice
Mrežna mjesta
- [neaktivna poveznica], službeno mrežno mjesto
- HAW letak  Arhivirana inačica izvorne stranice od 30. rujna 2020. (Wayback Machine)